# Xã Benkelman, Quận Cheyenne, Kansas
Xã Benkelman (tiếng Anh: Benkelman Township) là một xã thuộc quận Cheyenne, tiểu bang Kansas, Hoa Kỳ. Năm 2010, dân số của xã này là 28 người.